# Hymenocyclus
Hymenocyclus là chi thực vật có hoa trong họ Aizoaceae.